# Ministerio de Administración Pública (República Dominicana)
El Ministerio de Administración Pública de República Dominicana es el organismo de Estado que rige el empleo público, el fortalecimiento institucional de la administración pública, el desarrollo del gobierno electrónico y los procesos de evaluación institucional. Es el responsable de garantizar la profesionalización de la Administración Pública, diseñar estrategias de fortalecimiento institucional y garantizar la efectividad de la función pública del Estado.
Fue creado el 16 de enero de 2008 como Secretaría de Estado de Administración Pública. Su sede se encuentra en Santo Domingo, en la Av. 27 de Febrero, #419. Desde el 16 de agosto de 2020, su ministro es Lic. Darío Castillo Lugo.

## Historia
La regulación de la administración pública ha sido un tema de interés para varios gobiernos de la República Dominicana. El proyecto constitucional de Juan Pablo Duarte incluía un artículo sobre la legalidad de la administración pública. En 1881, el gobierno de Fernando Arturo de Meriño buscó dar preferencia al acceso a cargos públicos a graduados de la Escuela Normativa de Eugenio María de Hostos.
Durante la ocupación militar estadounidense (1916-1924), se creó una Comisión de Servicio Civil con la facultad de nombrar y despedir a funcionarios públicos. Esta comisión sería suprimida en 1951. Entre 1961 y 1994 se aprobaron varias leyes y reglamentos para monitorear la administración pública.
El 16 de enero de 2008, el gobierno de Leonel Fernández aprobó la creación de la Secretaría de Estado de Administración Pública como "órgano rector del empleo público y de los distintos sistemas y regímenes previstos por la [Ley no. 48-01], del fortalecimiento institucional de la Administración Pública, del desarrollo del gobierno electrónico y de los procesos de evaluación de la gestión institucional".
En 2010, pasaría ser Ministerio de Administración Pública con el decreto n.º 56-10 que modificaba la nomenclatura de las instituciones gubernamentales.

## Estructura
Igual que otros Ministerios dominicanos, el de Administración Pública se subdivide en viceministerios:
- Viceministerio de Evaluación del Desempeño Institucional
- Viceministerio de Fortalecimiento Institucional
- Viceministerio de Función Pública
- Viceministerio de Innovación y Tecnología
- Viceministerio de Reforma y Modernización
- Viceministerio de Servicios Públicos

Otras oficinas de este Ministerio son: Oficina Regional del Norte, Instituto Nacional de Administración Pública (INAP), Oficina de Acceso a la Información (OAI), Oficina Gubernamental de la Tecnología de la Información y Comunicaciones (OGTIC).

## Relaciones internacionales
En su función de supervisar la calidad de la administración pública e impulsar la digitalización del gobierno, este Ministerio está relacionado con ciertas instituciones internacionales. Estas son:
- Centro Latinoamericano de Administración para el Desarrollo (CLAD)
- École Nationale d'Administration (ENA)
- Instituto Centroamericano de Administración Pública (ICAP)
- Fundación Iberoamericana para la Gestión de la Calidad (FUNDIBEQ)
- Fundación Internacional y para Iberoamérica de Administración y Políticas Públicas (FIIAPP)
- Chile Calidad